# اوری (دهانه)

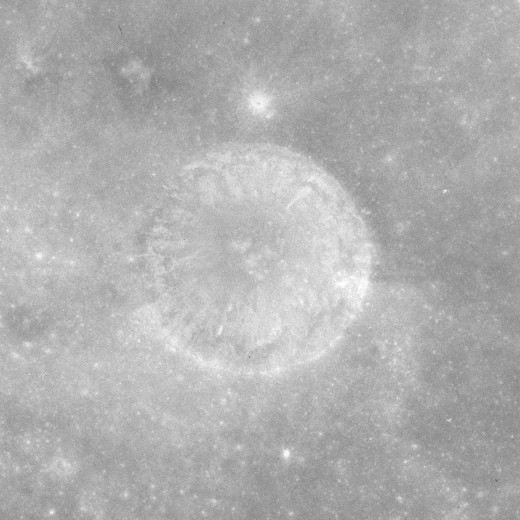
دهانه اوری در ماه

آوری یک دهانه برخوردی در ماه است.